# 2022年1月臺灣
| << | 2022年1月 （民國111年） | >> |    |    |    |    |
| \| 日 \| 一 \| 二 \| 三 \| 四 \| 五 \| 六 \| \| \| \| \| \| \| \| 1 \| \| 2 \| 3 \| 4 \| 5 \| 6 \| 7 \| 8 \| \| 9 \| 10 \| 11 \| 12 \| 13 \| 14 \| 15 \| \| 16 \| 17 \| 18 \| 19 \| 20 \| 21 \| 22 \| \| 23 \| 24 \| 25 \| 26 \| 27 \| 28 \| 29 \| \| 30 \| 31 \| \| \| \| \| \| |                         |    |    |    |    |    |
| 臺灣新聞動態／維基新聞 |                         |    |    |    |    |    |
| 世界／中国大陆／臺灣 |                         |    |    |    |    |    |
| 日 | 一                      | 二 | 三 | 四 | 五 | 六 |
| |                         |    |    |    |    | 1  |
| 2 | 3                       | 4  | 5  | 6  | 7  | 8  |
| 9 | 10                      | 11 | 12 | 13 | 14 | 15 |
| 16 | 17                      | 18 | 19 | 20 | 21 | 22 |
| 23 | 24                      | 25 | 26 | 27 | 28 | 29 |
| 30 | 31                      |    |    |    |    |    |

## 1月1日
- 新北市政府於淡江大橋施放全台第一場跨河跨年煙火。[1]

- 基本月薪由新台幣2萬4000元調整至2萬5250元；時薪則比照月薪調幅，由160元調整至168元，預估194萬名勞工受惠[2][3]。

- 「事業單位實施勞工值日（夜）應行注意事項」，從111年1月1日起開始將停止適用。[4]雇主如果有讓勞工從事值日（夜）工作，一律認屬工作時間，超過正常工作時間的部分，應計入延長工時時數並給付加班費[5][3]。

- 配合基本工資調漲，勞工保險投保薪資分級表同步修訂，預估約349萬人受影響[6][3]。
- 每人基本生活費增至新台幣19.2萬元，約有229萬戶受惠[7][3]。

- 食品、飲料及停車費自動販賣機，必須逐筆開立發票[8][3]。

- 業者110年9、10月營收若較109年同期衰退2成，111年1月可申請補貼，補貼金額以員工人數來計算，全職員工數每人新台幣1000元，部分工時員工每人則為560元。[9][3]。

- 以不合常規交易或付款方式，無正當理由取得大量小額中獎統一發票，且中獎達一定張數，將不發給發票獎金[10][3]。

- 含餡巧克力的巧克力含量須達25%，且所有巧克力產品的植物油含量不得超過總重5%，否則不可以稱為「巧克力」[11][3]。

- 行業別災害費率之平均費率由0.14%修正為0.13%，上、下班災害費率維持0.07%，合計修正後職業災害保險費率平均為0.20%[12][3]。

- 贈與稅免稅額將提高至新台幣244萬元、遺產稅免稅額將提高至1333萬元[13][3]。

- 當沖交易的證交稅稅率從原本的千分之3降為千分之1.5，實施延長至113年12月31日[14][3]。

- 因基本工資調漲，約835萬人健保費受影響，每月健保費平均多繳新台幣23至24元[3]。

- COVID-19公費疫苗接種對象第1、2、3、7類對象，以及矯正機關、殯葬場所工作人員等須完整接種2劑疫苗，避免接觸不特定對象染疫，未完整接種者須加強檢驗[3][15]。

- 醫院若要將一次性醫材消毒後再使用，必須經衛福部核准或依「醫療器材管理法」取得查驗登記，未經核准就使用者將開罰新台幣5萬至50萬元，並令停業處分[3]。

## 1月3日
- 臺灣東部海域發生芮氏規模6.0地震，最大震度達到4級[16]。

## 1月4日
- 臺灣桃園國際機場出現四例本土染疫群聚案件，有三名桃機清潔員確診以及一例防疫計程車司機感染。中央疫情指揮中心指揮官表示統籌將由醫療應變組副組長王必勝並擔任指揮官[17]。

- 中央流行疫情指揮中心指揮官陳時中中今在疫情記者會宣布，因應本土案例，本來有放寬口罩規定，在桃園皆取消，外出除了飲食外一律都要戴口罩，如：照相等原本可暫時拿下口罩的規範，現在都必須把口罩戴好，待狀況更清楚後會再向大家另行報告[18]。

## 1月7日
- 中央流行疫情指揮中心宣布，施打第3劑加強劑疫苗的間隔從原先施打完後的5個月（約20週）降為施打完後的12週（約3個月）[19]。

## 1月9日
- 中央流行疫情指揮中心指揮官陳時中宣布，1月9日至1月24日全國疫情警戒仍維持二級，並加嚴陪探病措施[20]。
- 2022年臺中市第二選舉區立法委員缺額補選進行投票，投票結果為林靜儀當選[21]；2022年臺北市第五選舉區立法委員林昶佐罷免案進行投票，投票結果為不通過[22]。

## 1月10日
- 針對立法委員林昶佐罷免案中出現第一階段提交的提議人數3,617人中，有54人在提議前死亡；而第二階段提交的連署人數為38,286人，有1,083人於連署前死亡一事。中選會表示針對公投、罷免的連署前死亡的簽名連署案件，經委員會議決議，函請最高檢察署偵辦[23]。

## 1月11日
- 前立法委員、文化大學教授龐建國今日上午在內湖區住家墜樓死亡，享壽68歲。據指出，龐建國生前有癌症病史。新北市議員蔡淑君在社群網站臉書貼出一張通訊軟體LINE截圖，稱龐建國於LINE群組中說：「不公不義的台灣，我生不如死！」。[24][25][26]

## 1月13日
- 在前年高雄市長補選期間，代表國民黨投入市長參選的市議員李眉蓁，被控就讀中山大學研究所時，涉嫌抄襲雷姓碩士生出版的論文。橋頭地檢署今日偵結認定確實抄襲台北大學公行所學生雷政儒論文，依《著作權法》對她提起公訴。李眉蓁則回應，尊重司法。[27][28][29]
- 宜蘭縣長林姿妙的縣長官邸、縣府地政處長楊崇明辦公室今日上午遭廉政署搜索。縣府發言人、秘書長林茂盛表示縣府會配合檢調調查，並提供需要的資料，對於縣長的行程他不清楚，僅知道活動改由副縣長出席。宜蘭地檢署指出，關於宜蘭縣政府、羅東鎮公所等機關人員疑似涉弊一案，檢察官經向宜蘭地方法院聲請搜索票獲准，於上午指揮法務部廉政署前往宜蘭縣政府、羅東鎮公所等相關30餘處所進行搜索，並約談林姿妙等相關人員釐清案情。宜檢表示，待搜索工作告一段落後，會對外進行說明。[30]據了解，遭檢廉約談的縣府一級主管有地政處長楊崇明、建設處代理處長吳朝琴、交通處長黃志良與秘書處長曾成陽。[31]

## 1月14日
- 宜蘭地方檢察署今日表示，針對宜蘭縣政府2019年某羅東土地免徵增值稅案、2020年某羅東土地都市計畫變更案、羅東鎮公所2019年晚會辦桌布置標案，及若干疑似財產來源不明等案件中，涉及貪污與洗錢遭列被告的宜蘭縣長林姿妙，遭廉政署與檢方約談，經訊問後認為林姿妙還有配合調查的必要，無保請回，待後續配合調查。[32]

## 1月17日
- 台商「長沙台胞投資企業協會」會長林懷等7人，涉嫌在2020年總統大選前收受中國對台工作辦公室人民幣149萬元（約台幣646萬元）經費，在中國湖南省長沙市華天大酒店舉辦「2019湖南台胞年終尾牙聯誼會」暨「湖南省台灣同胞返鄉投票大會」活動。提供免費食宿，以及價格不菲的抽獎活動，宴請500多名台商及台生，為國民黨籍總統候選人韓國瑜造勢拉票。另舉辦返台投票優惠機票活動，原價人民幣1560元的機票，可補助幾近全額的人民幣1550元。檢方查出，藉由此方案於投票日前搭機返台的台商約有200多人，涉嫌期約賄選。被依違反《總統副總統選舉罷免法》起訴。臺北地方法院今日依違反選罷法判主嫌林懷3年10月徒刑。[33]除了林懷外，中國湖南省衡陽辦事處主任沈斌、中華兩岸新家庭協會會長蔣明霞、中華湖南邵陽旅台同鄉會理事長張國君及湖南衡陽市一家商行的負責人莊垣漳均被判處有期徒刑1年8月，褫奪公權2年。中國長沙台胞投資企業協會副會長佟建華及中華婦女聯合會理事長何建華則因罪證不足判無罪。可上訴。[34]

## 1月21日
- 至23日舉行111年度新型學測。
- 宜蘭縣政府建設處代理處長吳朝琴因涉弊案遭收押，宜縣府今日表示，由縣府參議李新泰兼任代理處長，於昨日生效。[35]
- 在2021年造成臺鐵第408次太魯閣號的主嫌李義祥和華文好，花蓮地院裁定李義祥以60萬交保，2人並須配戴電子腳鐐監控8個月[36]。
- 高雄城中城大樓火災事件經調查偵結後將主嫌黃格格依殺人、公共危險罪起訴，並建請法院處以極刑。而郭清文則因罪證不足，不起訴[37]。

## 1月26日
- 高雄市議會議長曾麗燕涉詐領助理費案，高雄地檢署今日偵結。認定她自2010年出任合併後議員起，涉透過胞妹曾麗鴻辦理提領、保管及發放公費助理薪資，兩人多次利用遴聘公費助理機會，以虛報人頭助理名單或低薪高報助理薪資方式，向高雄市議會不實申領助理費，詐領金額高達新臺幣1330多萬元。依《貪污治罪條例》提起公訴，起訴曾麗燕及胞妹等13人。曾麗燕表示深感遺憾，盡心為民服務，靜待司法判決。[38][39]

## 1月27日
- 參加宏都拉斯總統當選人卡蕬楚就職暨宣誓典禮的副總統賴清德，今日參加宏都拉斯總統就職典禮時，與美國副總統賀錦麗同坐第一排，兩人簡單寒暄致意，這也是台美副總統第一次在國際場合自然互動。[40]